# Перше сербське королівство
Пе́рше се́рбське королі́вство (лат. Regnum Rasciae) — історіографічна назва сербської держави на Балканському півострові, що існувала з 1217 до 1346 року. З 1346 року — сербську державу прийнято іменувати як Сербське царство. Засновниками й володарями його були представники династії Неманичів. Держава формувалася в процесі боротьби сербів з Угорським королівством, Болгарським царством, Візантійською імперією. В цей час Сербія стала містком між Заходом й Сходом. Її королі взаємодіяли з католицькими та православними державами.

## Історія

### Становлення

Сербські князівства у XII ст.

Перші кроки щодо звільнення сербських земель від залежності з боку Візантії здійснювали володарі Рашки, як тоді звалася центральна частина сучасної Сербії, з роду Воїславичів. Проте справжній підйом розпочався після приходу до влади Стефана Немані, який став засновником могутньої династії Неманичів. До того ж він заклав основу політичній, військовій та економічній могутності Сербської держави.
Продовжив діяльність щодо зміцнення нової держави Стефан II Неманич. Саме завдяки гнучкій політиці цього володаря Сербія у 1217 році стала королівством Від цього моменту веде початок безпосередня історія Першого Сербського королівства. Стефан II продовжив розширення меж своїх володінь, змагаючись з Епіром, Візантією, Рагузою. В цей же час розвиваються стосунки з Папським престолом, Сицилійським королівством, Венеційською республікою. Водночас Сербська православна церква стає самостійною. Місцем перебування нового архієпископа стає столиця Сербії — Рас, а потім монастир Жич.

### Розквіт
Наступні сербські королі багато зробили для розбудови економіки (розробляються срібні копальні, карбуються нові срібні монети, збільшується торговельний обіг через Рагузу, Каттаро та Дурраццо), культури, піднесення військової потуги. Особливо багато для цього зробили королі Стефан Урош II Мілутін, Стефан Урош III, Стефан Душан.

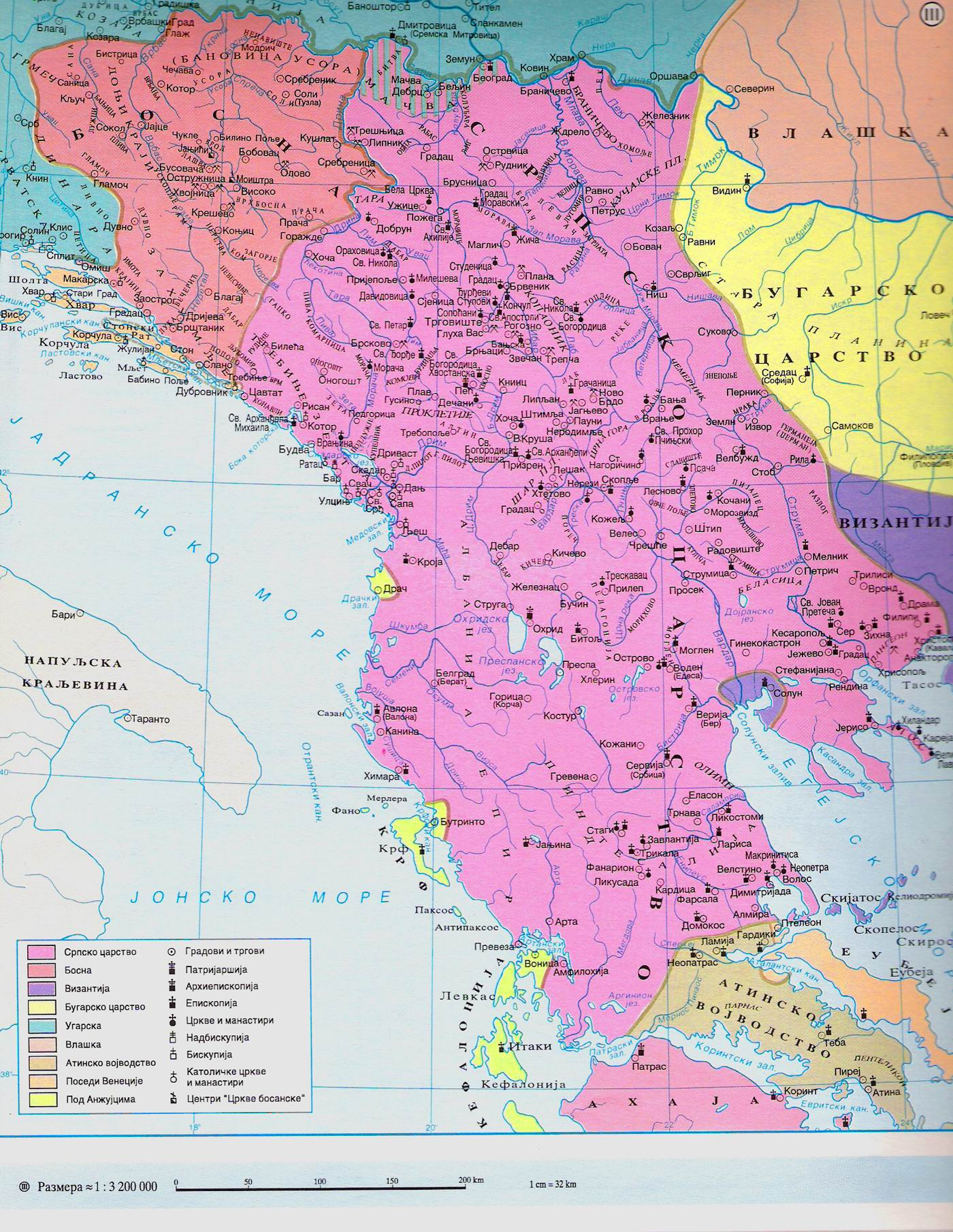
найвищий підйом Сербського королівства

Відбувається піднесення православної церкви, яка у 1346 році стала патріахією. В цьому ж році оголошено про створення Сербської імперії.

### Руйнація
Проте вже за Стефана Уроша V держава почалася розпадатися на окремі князівства. Фактично королівство перетворилося на федерацію напівнезалежних володарів. Підконтрольною королю залишилася лише провінція Рашка. У 1371 році османи при річці Мариці розбили володаря Македонії — Вукашина, після чого оволоділи більшою частиною Македонії та Фессалії. Син Вукашина Марко (1371—1394) продовжував носити королівський титул, але був усього лише турецьким васалом. Він загинув, б'ючись у Волощині в складі турецького війська.

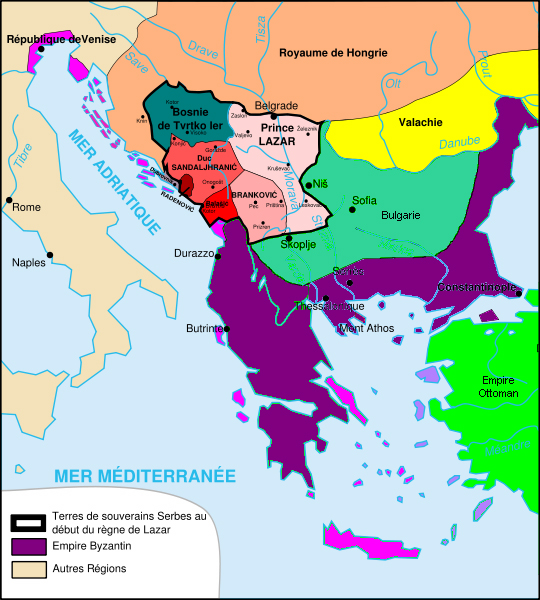
Сербська держава у XIV ст.

Із смертю короля Стефана Уроша V у 1371 році Сербське королівство офіційно припинило своє існування. Рід Балша, що утвердився в Зеті, проголосив цю провінцію окремим князівством. Наступником Неманичів в Сербії став Лазар I Гребелянович (1371—1389), який вдовольнився титулом князя. Йому вдалося подолати непорозуміння з імператором Візантії та патріархом Константинополя, яке виникло після проголошення Душана імператором і заснування Сербського патріархата. У 1375 році Константинополь визнав Сербський патріархат і скасував анафему Стефанові Душану.
Лазар, однак, не зміг зберегти незалежність. У 1386 році, поступившись м. Ніш на користь османів, він був змушений визнати верховну владу султана Мурада.
Частину західної Сербії захопив Твртко I, бан Боснії (1353—1391), який прийняв титул король Сербії, Боснії, Далмації, Хорватії та узбережжя.
Після Битви на Косовому полі у 1389 році Сербія остаточно втратила незалежність, а Лазаря I було страчено. Син лазаря — Стефан Лазаревич (1389—1427) став турецьким васалом, очоливши Сербський деспотат.